# Circolo cartesiano
Il circolo cartesiano è un potenziale errore di ragionamento attribuito al filosofo francese Renato Cartesio.

## Argomento
Nella terza delle sue Meditazioni metafisiche, Cartesio sostiene che tutto ciò che si percepisce chiaramente e distintamente è vero: "Ora mi sembra di poter stabilire come regola generale che tutto ciò che percepisco molto chiaramente e distintamente è vero» (AT VII 35). Egli prosegue dicendo che Dio è benevolo, controargomentando alla figura di un Dio ingannatore introdotta con la prima meditazione. Dio è il fondamento di qualsiasi altra conoscenza certa.
Il circolo cartesiano è una critica a queste argomentazioni, che assume la forma seguente:
1. La prova di Descartes dell'affidabilità delle percezioni chiare e distinte, dette evidenti, assume implicitamente come premessa l'esistenza di un Dio come non-ingannatore;
2. Le prove dell'esistenza di Dio date da Descartes presuppongono l'affidabilità di percezioni chiare e distinte.

Molti commentatori, sia all'epoca in cui scrisse Descartes che in seguito, notarono che ciò implica un argomento circolare, poiché si basa sul principio di chiarezza e distinzione per sostenere l'esistenza di Dio, salvo poi affermare che Dio è il garante della veridicità delle idee chiare e distinte.

## Contemporanei di Cartesio
La prima persona a sollevare questa critica fu Marin Mersenne, nella Seconda serie di obiezioni alle Meditazioni:
(AT VII 124–125)
Antoine Arnauld fu un altro dei critici di Descartes, il quale sostenne in modo analogo che l'esistenza di Dio non potesse essere utilizzata per dimostrare il fatto che ciò che si percepisce chiaramente e distintamente sia vero.
La risposta di Descartes a questa critica, nelle sue "Risposte dell'autore alla quarta serie di obiezioni", è quella che è diventata nota come la “risposta della memoria”; fa notare che nella quinta Meditazione (in AT VII 69-70) non ha detto di aver bisogno di Dio per garantire la veridicità delle sue idee chiare e distinte, bensì solamente per garantire la propria memoria di tali idee:
(AT VII 140)
In secondo luogo, Cartesio negò esplicitamente che il cogito fosse un'inferenza: "Quando qualcuno dice 'sto pensando, quindi sono, o esisto', non deduce l'esistenza dal pensiero per mezzo di un sillogismo, ma lo riconosce come qualcosa di evidente a partire da una semplice intuizione della mente» (AT VII 140). Infine, Cartesio fece notare che la certezza di idee chiare e distinte non dipende dalla garanzia di Dio (AT VII 145–146). Il cogito in particolare è autoevidente, indubitabile, immune dal dubbio più forte.

## Commentatori moderni
Bernard Williams difese la risposta della memoria con queste parole: "Quando si sta effettivamente intuendo una data proposizione, non si può avere alcun dubbio. Quindi qualsiasi dubbio che può esserci deve essere accolto quando non si sta intuendo la proposizione. […] Il problema del sistema di Cartesio non è che sia circolare né che vi sia una relazione illegittima tra le prove dell’esistenza di Dio e le percezioni chiare e distinte. [...] Il guaio è che le prove di Dio non sono valide e non convincono nemmeno quando si suppone siano intuite".
Come spiega Andrea Christofidou:
(Christofidou, 2001, pp. 219–220)
Un'altra difesa di Cartesio contro l'accusa di circolarità è sviluppata da Harry Frankfurt nel suo libro intitolato Demons, Dreamers, and Madmen. Frankfurt suggerì che gli argomenti di Descartes a favore dell'esistenza di Dio e dell'affidabilità della ragione non intendevano provare che le loro conclusioni fossero vere, bensì mostrare che la ragione conduce ad esse. Così, la ragione ne usciva poiché la sua incapacità di dimostrare l'esistenza di un Dio benevolo non conduceva alla negazione della ragione stessa.